# Persona 4 Arena Ultimax
Persona 4 Arena Ultimax, conocido en Japón como  Persona 4: The Ultimax Ultra Suplex Hold, es un videojuego de lucha desarrollado en conjunto por Arc System Works y Atlus. Es la secuela directa del juego lanzado en 2012 Persona 4 Arena, el cual también es una continuación del juego de rol, Shin Megami Tensei: Persona 4. El juego salió en arcades de Japón el 28 de noviembre de 2013 y en PlayStation 3 y Xbox 360 en Japón el 28 de agosto de 2014. Se lanzó en América del Norte el 30 de septiembre de 2014, mientras que Sega publicó el juego en Europa el 21 de noviembre de 2014. A diferencia del juego anterior, este no tiene bloqueo regional.

## Jugabilidad
Al igual que el título anterior, Persona 4 Arena Ultimax es un juego de lucha en el que los personajes de Persona 4 y Persona 3 se enfrentan, cada uno de los cuales utilizando una variedad de movimientos especiales, combos y habilidades con su Persona. Además de recibir un ajuste en el balance de todos los luchadores y los movimientos nuevos que se añadieron a los personajes antiguos, se implementó un nuevo sistema que permite a los jugadores cargar sus ataques. Otro concepto novedoso en Ultimax es la capacidad de escoger tipos de sombra ("Shadow Types") para muchos de los personajes del juego. Estas versiones de sombras difieren por ser en gran parte variantes basadas en habilidades de sus contrapartes, empleando un estilo de juego con mayores riesgos, debido a que el daño que producen los ataques normales se ve reducido y a un conjunto de movimientos con menor cantidad de opciones defensivas. También mantienen su SP en múltiples rondas en vez de resetearse en cada una, y poseen una habilidad llamada "Shadow Rampage", el cual reemplaza el comando "Burst", brindando a los personajes SP infinito por un tiempo limitado.
El modo Historia del juego está dividido en dos campañas separadas: una para los personajes de Persona 4 y la otra para los de Persona 3, en lugar de ser una campaña individual para cada personaje. También hay otras dos campañas disponibles, la primera permite al jugador volver a jugar las campañas de los personajes como en Persona 4 Arena, mientras que la otra, que viene incluida en el contenido descargable de Tohru Adachi, se enfoca en sus acciones durante el transcurso de la historia. Golden Arena es un modo de supervivencia basado en mazmorras, en el cual el jugador viaja a través de distintas mazmorras para aumentar las estadísticas de su luchador. El jugador puede construir enlaces sociales (Social Links) con un personaje explorador, dándole habilidades que pueden ayudarlo durante las batallas. El juego en línea ahora presenta un nuevo lobby, asimilándose a un arcade, donde los jugadores pueden interactuar entre ellos.

## Personajes
Los 13 personajes jugables que se presentaron en Persona 4 Arena regresan en Ultimax. Ocho personajes nuevos (de los cuales 5 son exclusivos de la versión de consolas) son añadidos a la lista: Yukari Takeba, Ken Amada y su socio canino Koromaru, Junpei Iori, Rise Kujikawa, Tohru Adachi, Marie, Margaret y un personaje totalmente nuevo, Sho Minazuki. Además, muchos de estos personajes presentan una versión sombra. Otros personajes, como Fuuka Yamagishi de Persona 3, Theodore de Persona 3 Portátil, y Nanako y Ryotaro Dojima de Persona 4, aparecen como personajes no jugables.
| - Aigis - Akihiko Sanada - Chie Satonaka - Elizabeth - Junpei Iori - Kanji Tatsumi - Ken Amada y Koromaru - Labrys - Margaret - Marie - Mitsuru Kirijo | - Naoto Shirogane - Rise Kujikawa - Shadow Labrys - Sho Minazuki - Teddie - Tohru Adachi - Yosuke Hanamura - Yu Narukami - Yukari Takeba - Yukiko Amagi |

## Trama
El juego comienza un día después de la conclusión de Persona 4 Arena, en la ficticia ciudad japonesa de Inaba. A diferencia de su precuela centrada en el mundo de la televisión, los acontecimientos de Ultimax ocurren en el mundo real. Aun así, debido a la interferencia de los enemigos, Inaba se ve invadido por niebla roja y se convierte en un laberinto que mezcla sitios de Persona 3 como Moonlight Bridge, Club Escapade y Tartarus.
La historia está partida en dos campañas: el "Episodio P4" que se enfoca en los personajes de Persona 4, mientras que el "Epsiode P3" sigue los de Persona 3. Completando ambas campañas se desbloquea el juego cierto acabando tan parte de "Episodio P4". Una historia adicional, llamada "Episodio Adachi", forma parte del DLC Tohru Adachi y cuenta los acontecimientos del juego desde el punto de vista de Adachi. Si el jugador tiene el Persona 4 Historia de #Arena Modo DLC,  pueden acceder todo de las historias del juego anterior; a diferencia de las historias en Ultimax, estos presentan la misma progresión lineal cuando estuvo visto en #Arena, impidiendo la selección de escenas y capítulos individuales.

### Historia
En la medianoche del día después de concluir el Gran Premio P-1, el televisor en la habitación de Yu comienza a emitir de repente el Midnight Channel, mostrando una promoción para el P-1 Climax y una imagen de Mitsuru, Aigis, Akihiko y Fuuka crucificados, con el General Teddie anunciando el fin del mundo para dentro de una hora. Entonces se produce un apagón en todo Inaba y la ciudad se ve rodeada de niebla roja. El Equipo de Investigación comienza a enfrentarse a las sombras que roban fragmentos de las Personas de sus enemigos tras su derrota.
Yu, Yosuke y Chie llegan a Yasogami y son encontrados por Sho, quien se reconoce ser el culpable detrás del P-1 Grand Prix y el P-1 Climax. Tohru Adachi, a quien creían haber encarcelado, también aparece y da pistas crípticas sobre las intenciones de Sho hacia ellos. En Tartarus, una vez más se encuentran con Sho y lo derrotan, pero son dominados por su otra mitad, Minazuki. Minazuki revela que ha reunido suficientes fragmentos de Persona para convocar a una entidad malévola que destruirá el mundo. Ahora reunidos con sus compañeros de equipo y los Shadow Operatives, lo persiguen a través de Tartarus, pero son atacados por un gran grupo de sombras, lo que obliga al grupo a dejar que Yu se enfrente solo a Sho. En la parte superior de la torre, Yu evita que Sho mate a Adachi y lucha contra Minazuki, saliendo victorioso. El general Teddie, que se revela a sí mismo como Hi-no-Kagutsuchi, posee el cuerpo de Sho y pelea con Yu. Con la ayuda de Adachi, son capaces de matar a Kagutsuchi. A medida que Tartarus colapsa, Margaret transporta a todos al mundo de la TV, donde Yu se reúne con sus amigos, quienes se preparan para encontrar un nuevo camino en su futuro.
Siguiendo este escenario, el juego muestra cómo Mitsuru, Aigis, Akihiko y Fuuka son capturados por Sho. Después de reunirse por separado con los miembros del Equipo de Investigación y rescatar a sus amigos capturados, se encuentran con Sho, el culpable detrás del secuestro de Labrys, quien los incita a luchar contra las sombras para reunir sus fragmentos de Persona. También se revela que Sho solía ser uno de los sujetos de prueba de Ikutsuki, que vivía aislado y cada vez más resentido con el mundo entero después de que Ikutsuki lo abandonó. Durante uno de los experimentos para convertirlo en un usuario de Persona como Strega usando un Plume of Dusk, similar a Aigis y Labrys, nació otra personalidad dentro de Sho, a la que se refiere como Minazuki. Minazuki afirma haber nacido para cumplir el deseo de Sho de crear un mundo sin vínculos. Labrys llega a la cima de la torre y lucha contra Sho. Después de derrotar a Sho, Hi-no-Kagutsuchi procede a poseer el cuerpo de Sho. Labrys puede salir victorioso contra Kagutsuchi. A medida que Tartarus colapsa, Elizabeth transporta a todos al mundo de la televisión. Sho, quien también es transportado, le pregunta si realmente derrotó a Kagutsuchi y al recibir una respuesta positiva, Sho reconoce su fortaleza. Labrys intenta convencer a Sho para que se una a los Shadow Operatives.
Luego se revela un nuevo capítulo que muestra cómo, después de que Yu y Adachi derrotan a Kagutsuchi, se revela que Sho está vivo pero no puede detectar a Minazuki dentro de él. Luego fue confrontado por Hi-no-Kagutsuchi, quien le preguntó si quería destruir el mundo, y él estuvo de acuerdo. Dándose cuenta de que la única forma de Sho de formar lazos es peleando, Yu comienza una rivalidad con él. Después de la partida amistosa de Sho, Yu se reúne con Labrys, el Equipo de Investigación y los Shadow Operatives en Junes, donde todos se unen y celebran su victoria.

### Episodio Adachi
Adachi continúa siendo investigado por la policía sobre sus métodos para los dos asesinatos en Inaba, pero sus interrogadores aún no creen en su versión de los hechos. Sin embargo, Sho le hace un lavado de cerebro a uno de los interrogadores para que asalte a Adachi y lo fuerce a regresar al mundo de la TV. Allí, Sho coacciona a Adachi para que lo ayude en su plan para destruir el mundo. Adachi aparentemente está de acuerdo, pero decide sabotearlo para cumplir su promesa al Equipo de Investigación de seguir las reglas de la sociedad y manipular sutilmente al Equipo de Investigación para derrotar a Sho. Cuando se recogen los fragmentos de Persona, Adachi hace su movimiento, traicionando a Sho. Sin embargo, Minazuki usa su presión peligrosa para debilitarlo y es brutalmente golpeado. Adachi es rescatado cuando Yu, y él destruye a Hi-no-Kagutsuchi con la ayuda de Yu. Adachi luego regresa a su celda de la prisión y es visitado por su viejo amigo Dojima al día siguiente.

## Adaptaciones
Una adaptación del juego al manga fue anunciada el 25 de febrero de 2015, a través de la revista Persona Official Magazine. Fue estrenado en la revista Dengeki Maoh en 2015, y fue ilustrado por el artista Rokuro Saito.
Persona 4 Arena Ultimax también fue adaptada a una obra de teatro, que recibió el nombre Persona 4 Ultimax Song Project. Se desarrolló del 6 al 10 de julio de 2016 en el Theater G Rosso. La obra fue escrita por Mio Inoue y dirigida por Shotaro Oku, con música de Meguro y Atsushi Kitajoh. La obra fue lanzada en formato DVD el 25 de noviembre de 2016.

## Recepción

### Crítica
Persona 4 Arena Ultimax recibió críticas generalmente favorables, consiguiendo una calificación promedio de 84 sobre 100 en Metacritic.
IGN comenta que este juego ofrece cambios en el sistema de lucha, mejora en sus gráficos y personajes balanceados. Además, explica que había "aún más matices para jugadores intermedios y avanzados" y que Ultimax era la secuela que Persona 4 Arena merecía.
Hardcore Gamer le dio al juego un 4/5, diciendo que "En términos de mecánica de lucha, Persona 4 Arena Ultimax no va más allá de su predecesor, pero permite un crecimiento que ayuda a fortalecer la experiencia".
Ben Moore en GameTrailers declaró que "prácticamente todo lo nuevo en Ultimax es sobresaliente y el núcleo en el que se basa es tan robusto y estimulante como lo era hace dos años".
La revista Slant escribió que Ultimax "no solo refina (y a veces reequilibra) el juego de Persona 4 Arena, sino que lo expande ampliamente" y que las versiones Shadow de los personajes agregan "nuevas capas sin alterar ni desequilibrar ninguno de los juegos fundamentales".
La revista oficial de PlayStation dijo que "El combate sigue siendo uno de los mejores y más intrincados que Arc System Works ha compuesto hasta la fecha".

### Ventas
El juego vendió un total de 89.000 unidades en Japón durante su primera semana de lanzamiento.